# Sideroxylon eriocarpum
Sideroxylon eriocarpum är en tvåhjärtbladig växtart som först beskrevs av Jesse More Greenman och Cassiano Conzatti, och fick sitt nu gällande namn av Terence Dale Pennington. Sideroxylon eriocarpum ingår i släktet Sideroxylon och familjen Sapotaceae. Inga underarter finns listade i Catalogue of Life.